# Bouteille aux musiciens
La bouteille aux musiciens est un flacon en céramique califale daté du Xe siècle. Il a été découvert en 1950 pendant des travaux rue Alphonse X le Sage à Cordoue,. Il est actuellement conservé au musée archéologique et ethnologique de Cordoue.

## Description
La bouteille est décorée en vert et manganèse et n'est pas en bon état de conservation,,. Malgré les préceptes religieux interdisant les représentations humaines, ce flacon est orné de divers personnages jouant différents instruments de musique qui donnent le nom de la bouteille.